# Bistius bondi
Bistius bondi es una especie extinta de marsupial didelfimorfo de la familia Didelphidae conocido por restos fósiles del Cretáceo Superior procedentes de Nuevo México (Estados Unidos).